# Élections générales québécoises de 1878
Les élections générales québécoises de 1878 se sont tenues le 1er mai 1878 afin d'élire à l'Assemblée législative du Québec les députés de la 4e législature. Il s'agit de la 4e élection générale dans la province de Québec depuis la confédération canadienne de 1867. À la suite de l'élection, le Parti libéral du Québec parvient à se maintenir au pouvoir, malgré un nombre de sièges et de suffrages moins élevé que le Parti conservateur du Québec, et ce, en formant un gouvernement minoritaire sous la direction de Henri-Gustave Joly de Lotbinière grâce à l'appui des deux députés conservateurs indépendants.

## Contexte
Contrairement aux élections précédentes, la période menant aux élections de 1878 fut fertile en événements. Charles-Eugène Boucher de Boucherville était premier ministre conservateur et disposait d'une confortable majorité à l'Assemblée législative depuis les élections de 1875. Le lieutenant-gouverneur était Luc Letellier de Saint-Just, un libéral, ancien ministre fédéral à Ottawa. Le 2 mars 1878, Letellier de Saint-Just renvoie d'office le gouvernement de Boucher de Boucherville à cause d'une loi sur le financement des chemins de fer, adoptée par les deux chambres du Parlement de Québec (l'Assemblée législative et le Conseil législatif) mais qu'il refuse d'approuver, dans ce qu'on a appelé « coup d'État de Letellier de Saint-Just ». Il fait appel au chef de l'opposition libérale Henri-Gustave Joly de Lotbinière pour former un nouveau gouvernement.
Cependant, comme le nouveau cabinet libéral est minoritaire à l'Assemblée législative, le lieutenant-gouverneur dissout la chambre et décrète des élections pour le 1er mai.
C'est l'élection la plus chaudement contestée au Québec depuis la Confédération. Le vote populaire est très serré et seulement trois sièges sont remportés sans opposition contrairement à 18 à l'élection de 1875. Les libéraux obtiennent un siège de moins que les conservateurs, mais parviennent à se maintenir au pouvoir grâce à l'appui des deux députés conservateurs indépendants, William Evan Price et Arthur Turcotte. Cependant des défections dans leurs rangs redonnèrent le pouvoir aux conservateurs en 1879.

## Dates importantes
- 23 mars 1878 : Émission du bref d'élection.
- 1er mai 1878 : scrutin
- 4 juin 1878 : ouverture de la session.

## Résultats
| Conservateur | Libéral   | Conservateur indépendant |
| 32 sièges    | 31 sièges | 2 sièges                 |
| ^            |           |                          |
| majorité     |           |                          |

### Résultats par parti politique
Pour une liste complète des députés élus lors de cette élection, ainsi que les décès, démissions et élections partielles ayant eu lieu par la suite, veuillez consultez l'article 4e législature du Québec.
| Partis | Partis                   | Chef                             | Candidats | Sièges | Sièges | Voix    | Voix   | Voix   |
| Partis | Partis                   | Chef                             | Candidats | 1875   | Élus   | Nb      | %      | +/-    |
| --- | ------------------------ | -------------------------------- | --------- | ------ | ------ | ------- | ------ | ------ |
| | Conservateur             | Joseph-Adolphe Chapleau          | 61        | 43     | 32     | 68 035  | 49,5 % | -1,5 % |
| | Libéral                  | Henri-Gustave Joly de Lotbinière | 58        | 19     | 31     | 65 285  | 47,5 % | +8,7 % |
| | Conservateur indépendant | Conservateur indépendant         | 10        | 3      | 2      | 4 156   | 3 %    | -6,7 % |
| Total | Total                    | Total                            | 129       | 65     | 65     | 137 476 | 100 %  |        |
| Le taux de participation lors de l'élection était de 68,1 % et 1 764 bulletins ont été rejetés. Il y avait 215 815 personnes inscrites sur la liste électorale pour l'élection, toutefois seules 204 429 personnes avaient plus d'un candidat dans leur district. |                          |                                  |           |        |        |         |        |        |

Élus sans opposition : 2 conservateurs, 2 libéraux, 1 conservateur indépendant

### Résultats par circonscription
- Argenteuil : Robert Greenshields Meikle (Parti libéral)
- Bagot :  	Narcisse Blais (Parti libéral)
- Beauce : Joseph Poirier (Parti libéral)
- Beauharnois : Célestin Bergevin (Parti conservateur)
- Bellechasse : Pierre Boutin (Parti libéral)
- Berthier : Joseph Robillard (Parti conservateur)
- Bonaventure : Joseph-Israël Tarte (Parti conservateur)
- Brome : William Warren Lynch (Parti conservateur)
- Chambly : Michel-Dosithée-Stanislas Martel (Parti conservateur)
- Champlain : Dominique-Napoléon Saint-Cyr (Parti conservateur)
- Charlevoix : Onésime Gauthier (Parti conservateur)
- Châteauguay : Édouard Laberge (Parti libéral)
- Chicoutimi-Saguenay : William Evan Price (Conservateur indépendant)
- Compton : William Sawyer (Parti conservateur)
- Deux-Montagnes : Charles Champagne (Parti conservateur)
- Dorchester : Nicodème Audet (Parti conservateur)
- Drummond-Arthabaska : William John Watts (Parti libéral)
- Gaspé : Edmund James Flynn (Parti libéral)
- Hochelaga : Louis Beaubien (Parti conservateur)
- Huntingdon : Alexander Cameron (Parti libéral)
- Iberville : Louis Molleur (Parti libéral)
- Jacques-Cartier : Narcisse Lecavalier (Parti conservateur)
- Joliette : Vincent-Paul Lavallée (Parti conservateur)
- Kamouraska : Charles-Antoine-Ernest Gagnon (Parti libéral)
- La Prairie : Léon-Benoît-Alfred Charlebois (Parti conservateur)
- L'Assomption : Onuphe Peltier (Parti conservateur)
- Laval : Louis-Onésime Loranger (Parti conservateur)
- Lévis :  Étienne-Théodore Pâquet (Parti libéral)
- L'Islet : Jean-Baptiste Couillard Dupuis (Parti libéral)
- Lotbinière : Henri-Gustave Joly de Lotbinière (Parti libéral)
- Maskinongé : Édouard Caron (Parti conservateur)
- Mégantic : George Irvine (Parti libéral)
- Missisquoi : Ernest Racicot (Parti libéral)
- Montcalm : Octave Magnan (Parti conservateur)
- Montmagny :  	Louis-Napoléon Fortin (Parti libéral)
- Montmorency : Charles Langelier (Parti libéral)
- Montréal-Centre : Horatio Admiral Nelson (Parti libéral)
- Montréal-Est : Louis-Olivier Taillon (Parti conservateur)
- Montréal-Ouest : James McShane (Parti libéral)
- Napierville :  Laurent-David Lafontaine (Parti libéral)
- Nicolet : Charles-Édouard Houde (Parti conservateur)
- Ottawa : Louis Duhamel (Parti conservateur)
- Pontiac : Levi Ruggles Church (Parti conservateur)
- Portneuf : François Langelier (Parti libéral)
- Québec (comté) :  David Alexander Ross (Parti libéral)
- Québec-Centre :  Rémi-Ferdinand Rinfret (Parti libéral)
- Québec-Est : Joseph Shehyn (Parti libéral)
- Québec-Ouest : Arthur H. Murphy (Parti libéral)
- Richelieu : Michel Mathieu (Parti conservateur)
- Richmond-Wolfe : Jacques Picard (Parti conservateur)
- Rimouski : Alexandre Chauveau (Parti libéral)
- Rouville :  	Solime Bertrand (Parti conservateur)
- Saint-Hyacinthe : Pierre Bachand (Parti libéral)
- Saint-Jean : Félix-Gabriel Marchand (Parti libéral)
- Saint-Maurice : François L. Deslauniers (Parti conservateur)
- Shefford : Joseph Lafontaine (Parti libéral)
- Sherbrooke : Joseph Gibb Robertson (Parti conservateur)
- Soulanges : William Duckett (Parti conservateur)
- Stanstead : Henry Lovell (Parti libéral)
- Témiscouata : Georges-Honoré Deschênes (Parti conservateur)
- Terrebonne : Joseph-Adolphe Chapleau (Parti conservateur)
- Trois-Rivières : Arthur Turcotte (Conservateur indépendant)
- Vaudreuil : Émery Lalonde (Parti conservateur)
- Verchères : Jean-Baptiste Brousseau (Parti libéral)
- Yamaska : Jonathan Saxton Campbell Würtele (Parti conservateur)

## Sources
- Section historique du site de l'Assemblée nationale du Québec
- Jacques Lacoursière Histoire populaire du Québec, tome 3, éditions du Septentrion, Sillery (Québec), 1996
- Élection générale 1er mai 1878 — QuébecPolitique.com

1. ↑  Pierre Drouilly, Statistiques électorales du Québec. 1867-1989, Québec, 
Assemblée nationale du Québec, 1990, 3e éd., 962 p. (ISBN 2-551-12466-2).